# Augea capensis
Augea es un género monotípico de plantas fanerógamas perteneciente a la familia de las Zygophyllaceae, su única especie: Augea capensis, es originaria de Sudáfrica.

## Descripción
Es un arbusto enano perennifolio, con hojas suculentas que alcanza un tamaño de 0.2 - 0.55 m de altura. Se encuentra  una altitud de 60 - 1065 metros en Sudáfrica.

## Taxonomía
Augea capensis fue descrita por Carl Peter Thunberg y publicado en Prodromus Plantarum Capensium, . . . 1[viii],80. 1794.